# Bekaert (staal)
Bekaert is een multinationale Belgische onderneming, gespecialiseerd in staaldraadtransformatie en deklaagtechnologieën. Actief in 45 landen, is het een wereldwijde producent van hoogwaardig staaldraad. Bekaert genereerde een gecombineerde omzet van €5,1 miljard in 2019.
Per jaar wordt zo'n 3 miljoen ton walsdraad verwerkt door 30.000 medewerkers. De aandelen van Bekaert staan genoteerd aan Euronext Brussels en was in het verleden opgenomen in de Bel20-aandelenindex.

## Activiteiten
Door staaldraadtransformatie worden de eigenschappen van het staal beïnvloed zoals sterkte, buigzaamheid, vermoeiing en vorm. Met deklaagtechnologieën worden de oppervlakte-eigenschappen van het staaldraad verbeterd waardoor de wrijving vermindert of de corrosiebestendigheid verbetert.

## Geschiedenis
Het bedrijf is in 1880 opgericht door Leo Leander Bekaert in het West-Vlaamse Zwevegem. Hij runt op dat moment een ijzerwarenwinkel en is op zoek naar een goede afrastering voor loslopend vee. Hij ontwikkelt een soort prikkeldraad, waarbij de spijkers worden vervangen door zogeheten 'kroontjes' en gevlochten worden tussen drie draden. Op deze uitvinding neemt hij in 1881 een octrooi. In 1894 start Bekaert met een eigen draadtrekkerij.
Vooral onder de leiding van zijn zoon Leon Antoine Bekaert groeide het metaalverwerkend bedrijf uit tot een wereldspeler op vlak van staaldraad. De inplanting van het bedrijf in Zwevegem leidde vanaf het interbellum en nog meer na de Tweede Wereldoorlog tot een enorme aangroei van de bevolking van de gemeente.

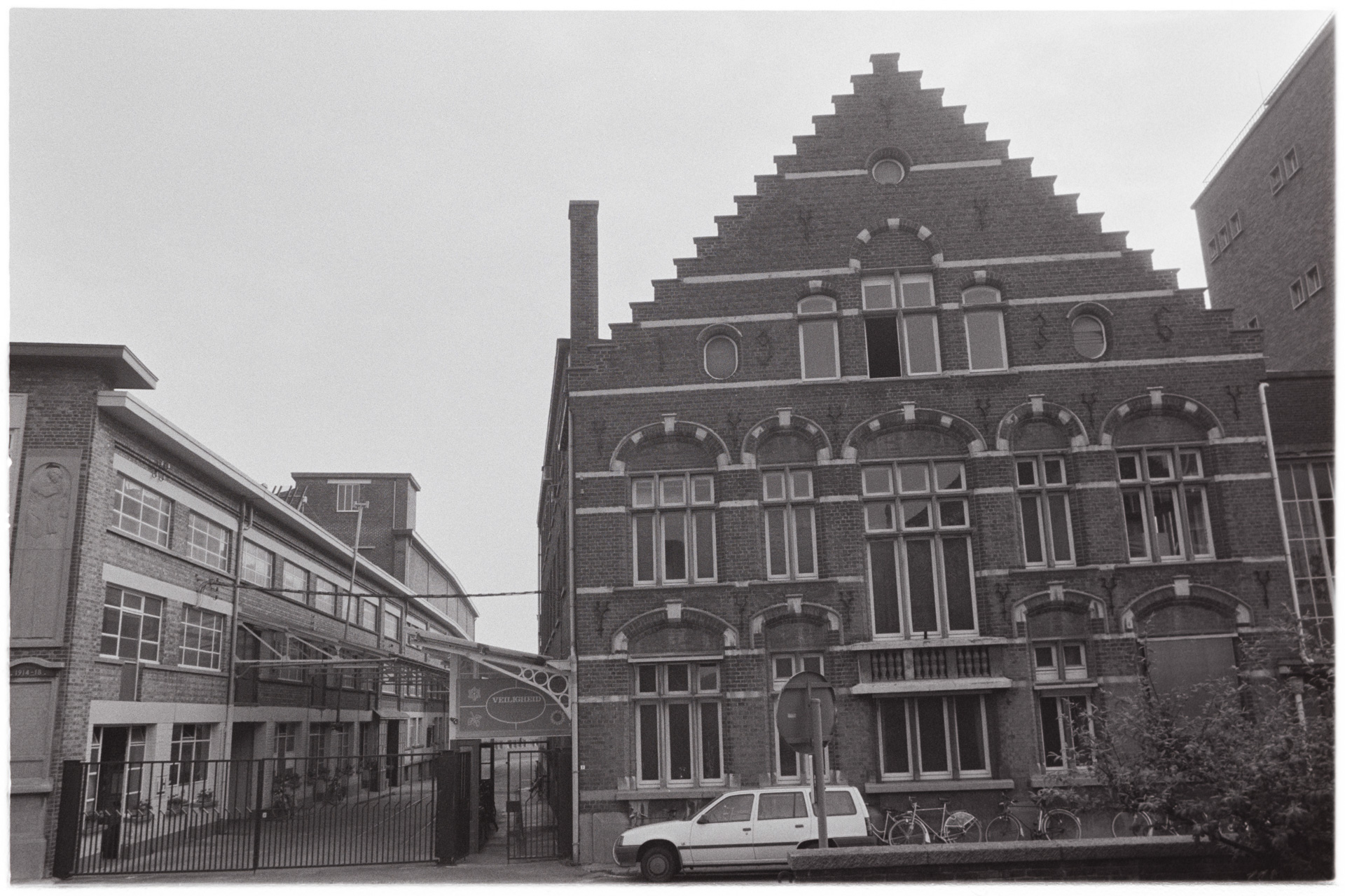
Kantoren van staaldraadfabriek Bekaert in Zwevegem. Fotograaf: Viaene, Patrick.

Leon Bekaert werd een hooggeplaatst figuur in het bedrijfsleven en werd voorzitter van het Landelijk Algemeen Christelijk Werkgeversverbond (LACW), waar hij de belangen van het katholieke patronaat verdedigde. Na de oorlog werd hij voorzitter van het Verbond der Belgische Nijverheid. Ook met het koningshuis en binnen de Nationale Bank had hij contacten. Zijn politieke activiteiten gingen echter niet verder dan het burgemeesterschap van Zwevegem.
Tijdens het interbellum trachtte hij het corporatieve gedachtegoed te bewerkstelligen maar veel kwam er niet van in huis. Tijdens de Tweede Wereldoorlog poogde hij hetzelfde. Op bedrijfsorganisatorisch vlak speelde Bekaert een voorname rol tijdens die oorlog. Hij was hoofd van de groep metaalverwerkende bedrijven. Hij zorgde ervoor dat zijn fabriek bleef draaien, zodat de arbeiders door de Duitsers niet naar Duitse werkkampen gestuurd zouden worden. Het bedrijf werkte gedurende alle oorlogsjaren tegen kostprijs, zodat Bekaert zelf er geen frank aan verdiende.
Na Leons dood in 1961, werd zijn schoonzoon Marc Verhaeghe de Naeyer voorzitter. In het jaar 2000 komt voor het eerst een niet-familielid aan het hoofd van de raad van bestuur te staan: graaf Paul Buysse. Hij trok verder twee nieuwe managers aan, Julien De Wilde als gedelegeerd bestuurder en Bert De Graeve die aantrad als chief financial & administration officer. Later werd De Graeve gedelegeerd bestuurder (CEO) en vervolgens voorzitter van de raad van bestuur. Momenteel zijn Oswald Schmid en Jürgen Tinggren respectievelijk CEO en voorzitter van de raad van bestuur.
In 2012 kondigde Bekaert het verlies van 600 banen in verschillende Belgische vestigingen aan, dat was een kwart van alle banen in het land. Wereldwijd verdwenen 2.000 banen vooral door de lagere afzet van zaagdraad. Zaagdraad wordt onder andere gebruikt voor het versnijden van cellen voor zonnepanelen. Deze sector kampte met tegenvallende verkopen in Europa mede door het verdwijnen van subsidies in verschillende landen.
In 2015 nam Bekaert de staalkoordactiviteiten van Pirelli over en zal voor jaren de levering van staalkoord aan Pirelli verzorgen. Staalkoord geeft stevigheid aan de rubberen autoband. Dit was de grootste overname in de geschiedenis van Bekaert en voegt per jaar circa 300 miljoen euro toe aan de geconsolideerde omzet.

## Bestuur
| Periode      | Voorzitter                  |
| ------------ | --------------------------- |
| 1880 - 1936  | Leo Leander Bekaert         |
| 1936 - 1962  | Leon Antoine Bekaert        |
| 1962 - 1978  | Marc Verhaeghe de Naeyer    |
| 1978 - 1985  | Antoine Bekaert             |
| 1985 - 1997  | Jean-Charles Velge          |
| 1997 - 2000  | Thierry Verhaeghe de Naeyer |
| 2000 - 2014  | Paul Buysse                 |
| 2014 - 2019  | Bert De Graeve              |
| 2019 - heden | Jürgen Tinggren             |

| Periode      | CEO                |
| ------------ | ------------------ |
| 1976 - 1985  | Jean-Charles Velge |
| 1985 - 1994  | Karel Vinck        |
| 1994 - 2002  | Raf Decaluwé       |
| 2002 - 2006  | Julien De Wilde    |
| 2006 - 2014  | Bert De Graeve     |
| 2014 - 2020  | Matthew Taylor     |
| 2020 - 2023  | Oswald Schmid      |
| 2023 - heden | Yves Kerstens      |